# Shannon Racing Cars
Shannon Racing Cars fue un equipo y constructor británico de automovilismo. En Fórmula 1, intentó disputar 2 Grandes Premios de la temporada 1966 con el piloto Trevor Taylor, el GP de Gran Bretaña y el GP de Italia. Fue fundado por Paul Emery y Aiden Jones, este último además fue el principal encargado del diseño del monoplaza SH1.
En Brands Hatch, Taylor logró un 18.º puesto en clasificación de 20 participantes. En carrera, no logró completar la primera vuelta, por un problema en el tanque del bólido. También estuvieron presentes en Monza meses más tarde, pero el viejo motor Climax les impidió hacer un tiempo en clasificación.
Luego de su paso por F1, a finales de los 60 compitió en Fórmula 3 con el piloto australiano John Wilson.

## Resultados

### Fórmula 1
(Clave) (negrita indica pole position) (cursiva indica vuelta rápida)

| Año     | Chasis | Motor              | Neu. | Pilotos       | 1   | 2   | 3   | 4   | 5   | 6   | 7   | 8   | 9   | Puntos | Pos. |
| ------- | ------ | ------------------ | ---- | ------------- | --- | --- | --- | --- | --- | --- | --- | --- | --- | ------ | ---- |
| 1966    | SH1    | Climax FPE 3.0 V8  | D    |               | MON | BEL | FRA | GBR | NED | GER | ITA | USA | MEX | 0      | NC   |
| 1966    | SH1    | Climax FPE 3.0 V8  | D    | Trevor Taylor |     |     |     | Ret |     |     |     |     |     | 0      | NC   |
| 1966    | SH1    | Climax FWMV 2.0 V8 | D    | Trevor Taylor |     |     |     |     |     |     | DNP |     |     | 0      | NC   |
| Fuente: |        |                    |      |               |     |     |     |     |     |     |     |     |     |        |      |